# Gerusalemme
Gerusalemme is een metrostation in de Italiaanse stad Milaan dat werd geopend op 26 september 2015 en wordt bediend door lijn 5 van de metro van Milaan.

## Ligging en inrichting
Het station onder het Piazza Gerusalemme (Jeruzalemplein) werd gebouwd tussen 2011 en 2015. De toegangen bevinden zich aan beide lange kanten van het plein, waarbij naast trappen en roltrappen aan de oostkant ook een lift beschikbaar is. Ondergronds is de indeling zoals de meeste stations van lijn 5 waarbij de verdeelhal met (rol)trappen en een lift is verbonden met de perrons. In verband met de inzet van onbemande metrostellen zijn de perrons voorzien van perrondeuren.